# Flintstone (Hund)
Flintstone (* 2011 † 2022) war Deutschlands erster und bisher einziger zertifizierter Archäologiehund. Der Altdeutsche Hütehund unterstützte Grabungen in der Bodendenkmalpflege. Das Tier wurde sowohl auf prähistorisches wie auch auf historisches menschliches Knochengewebe konditioniert und zeigte dessen mögliches Vorhandensein im Boden an. Der Hund legte sich dann hin, aber grub nicht nach.

## Laufbahn
Bei Flintstone handelt es sich ursprünglich um einen Rettungshund, der für die Flächen-, Lawinen- und Trümmersuche ausgebildet wurde. Als sein Besitzer, der Archäologe Dietmar Kroepel aus Otterfing (Oberbayern), ihn im Jahr 2015 zu einer Ausgrabung in Italien mitnahm, kam die Idee auf, ihn zu einem Archäologiehund auszubilden. Bereits 2012 wurde in Australien ein schwarzer Labrador-Mischling als erster Archäologiehund der Welt ausgebildet.
Flintstone war auf den Zeitraum von 2800 v. Chr. bis 600 n. Chr. spezialisiert und konnte angeblich menschliche Knochen in bis zu zweieinhalb Metern Tiefe aufspüren. In anderen Veröffentlichungen ist von bis zu vierzehn Metern Tiefe die Rede. Wissenschaftlich belastbar belegt sind diese Angaben nicht. 
2016 entdeckte Flintstone ein Römergrab im oberbayrischen Landkreis Ebersberg und machte weitere Entdeckungen in Fürstenfeldbruck und Rosenheim. Er arbeitete jedoch auch weiterhin als polizeilicher Spürhund (Cold-Case-Canide) und half 2017 und 2018 bei der Aufklärung von insgesamt 13 Cold-Case-Fällen in Österreich, Deutschland und Polen.
Flintstone ist im Jahr 2022 verstorben.

## Archäologiehunde in Deutschland
Es sollen weiterhin Archäologiehunde in Deutschland ausgebildet werden. Dazu wurden von Dietmar Kroepel der Verein Archaeo-Dogs Bayern und der Bundesverband der Archäologie-Hunde Deutschlands gegründet, weitere Vereinsgründungen in Nordrhein-Westfalen und Baden-Württemberg sind geplant. Ende 2018 befanden sich acht weitere Hunde in der Ausbildung, davon zur Zeit zwei geprüfte Hunde (Bonya, Schnauzer und Kaja, Kelpie) und drei Hunde in Ausbildung im Saarland, einem Kerngebiet der Latènezeit in Deutschland.